# 御坂城
御坂城（みさかじょう）は、山梨県笛吹市と南都留郡富士河口湖町の境にあった日本の城。笛吹市側は市指定史跡に、富士河口湖町側は町指定史跡に、それぞれ指定されている。

## 概要
築城年代は不明だが、戦国時代に甲斐武田氏が築いたといわれている。 天正10年（1582年）3月、織田・徳川連合軍による甲州征伐によって武田氏は滅亡する同年6月、織田信長が本能寺の変に倒れると、相模国の北条氏直、三河国の徳川家康らが甲斐・信濃を巡り争う（天正壬午の乱）。甲斐では七里岩一帯において北条・徳川両氏が対峙し、御坂城は都留郡を制圧した北条軍の前線の城となる。御坂城には北条一族の北条氏忠が修築し、その守備についた。北条・徳川間で和睦が成立すると北条氏は撤兵し、甲斐国は徳川家康のものとなり、城もそのまま廃城となったと思われる。
城地の所在場所は長らく不明であったが、1968年（昭和43年）に御坂城の古地図が発見され、調査の結果遺構も発見された。